# Одержимість (фільм, 2002)
«Одержимість» (англ. Possession) — англо-американська романтична драма 2002 року. Екранізація твору англійської письменниці Антонії Сюзанни Баєтт Possession: A Romance.

## Сюжет
Двоє вчених, Роланд Мітчелл і Мод Бейлі, вивчають листування поета XIX століття Рендольфа Еша. З нього вони дізнаються про його позашлюбний любовний зв'язок з поетесою Крістабель Ламотт. Намагаючись уявити собі повну картину з минулого, вчені самі закохуються одне в одного.

## У ролях
- Аарон Екгарт — Роланд Мітчелл
- Гвінет Пелтроу — Мод Бейлі
- Джеремі Нортем — Рендольф Еш
- Дженніфер Елі — Крістабель Ламотт
- Ліна Гіді — Бланш Гловер
- Холлі Ерд — Еллен Еш
- Тобі Стівенс — Фергюс Вульф
- Том Холландер — Юен
- Тревор Ів — Кроппер
- Том Хіккі — Blackadder (Чорна гадюка)